# Vallabhbhai Jhaverbhai Patel
Vallabhbhai Jhaverbhai Patel (gudźarati વલ્લભભાઈ પટેલ; ur. 31 października 1875, zm. 15 grudnia 1950) – indyjski prawnik, polityk i działacz niepodległościowy. Młodszy brat indyjskiego polityka Vithalbhaia Patela (1873–1933).

## Życiorys

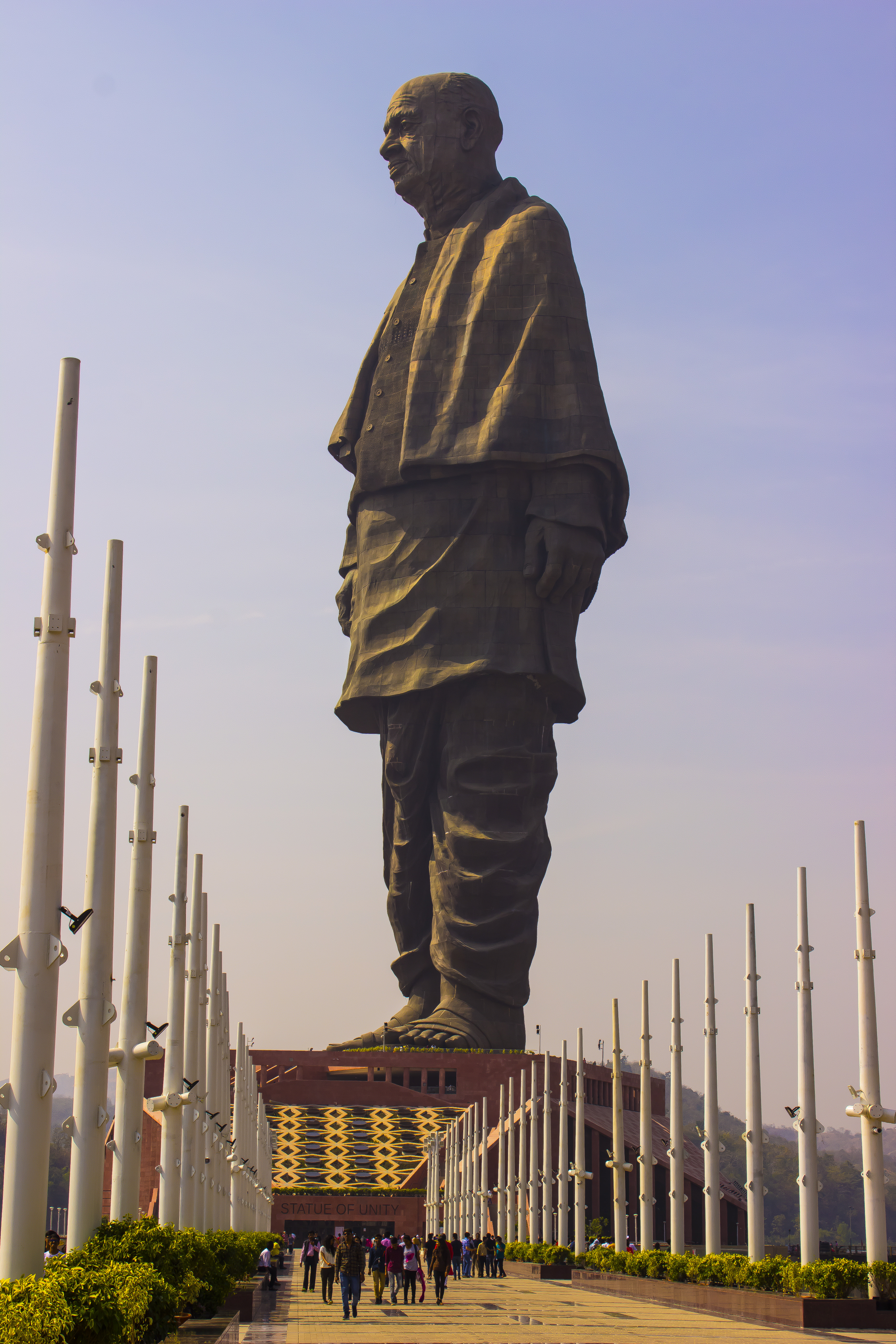
Statua Jedności – pomnik Vallabhbhaia Jhaverbhaia Patela

W latach 1910–1913 kształcił się w Wielkiej Brytanii. Specjalizował się w prawie karnym. Po powrocie do kraju, przez kilka lat pracował jako adwokat w Allahabadzie. Od 1917 brał udział w ruchu biernego oporu. Wielokrotnie był więziony przez brytyjską administrację kolonialną. Trzykrotnie (1929, 1937 i 1945) kandydował na stanowisko przewodniczącego Indyjskiego Kongresu Narodowego, rywalizując z Jawaharlalem Nehru. Za każdym razem rezygnował na prośbę Mahatmy Gandhiego. Popierał zachowanie statusu dominium w ramach Wspólnoty Narodów przez Indie. Przychylnie odnosił się do koncepcji utworzenia Pakistanu. W polityce gospodarczej przeciwstawiał się socjalistycznym reformom podejmowanym przez premiera.
W latach 1947–1950 był wicepremierem i ministrem spraw wewnętrznych. Jego największym osiągnięciem było stworzenie trwałego systemu administracyjnego, w tym likwidacja księstw. Księstwa te (indyjskie państwa książęce) mające dużą autonomię nie wchodziły formalnie w skład Indii Brytyjskich, lecz pozostawały w tzw. sojuszu zależnym (ang. subsidiary alliance) z Wielką Brytanią i uznawały jej zwierzchnictwo. Jako wpływowy działacz partyjny doprowadził do przekształcenia Kongresu w nowoczesną partię polityczną o sformalizowanych strukturach.
W 1991 został pośmiertnie uhonorowany najwyższym indyjskim odznaczeniem państwowym, Orderem Bharat Ratna.